# Abisara talantus
Abisara talantus is een vlindersoort uit de familie van de prachtvlinders (Riodinidae), onderfamilie Nemeobiinae.
Abisara talantus werd in 1891 beschreven door Aurivillius.